# Sony XEL-1

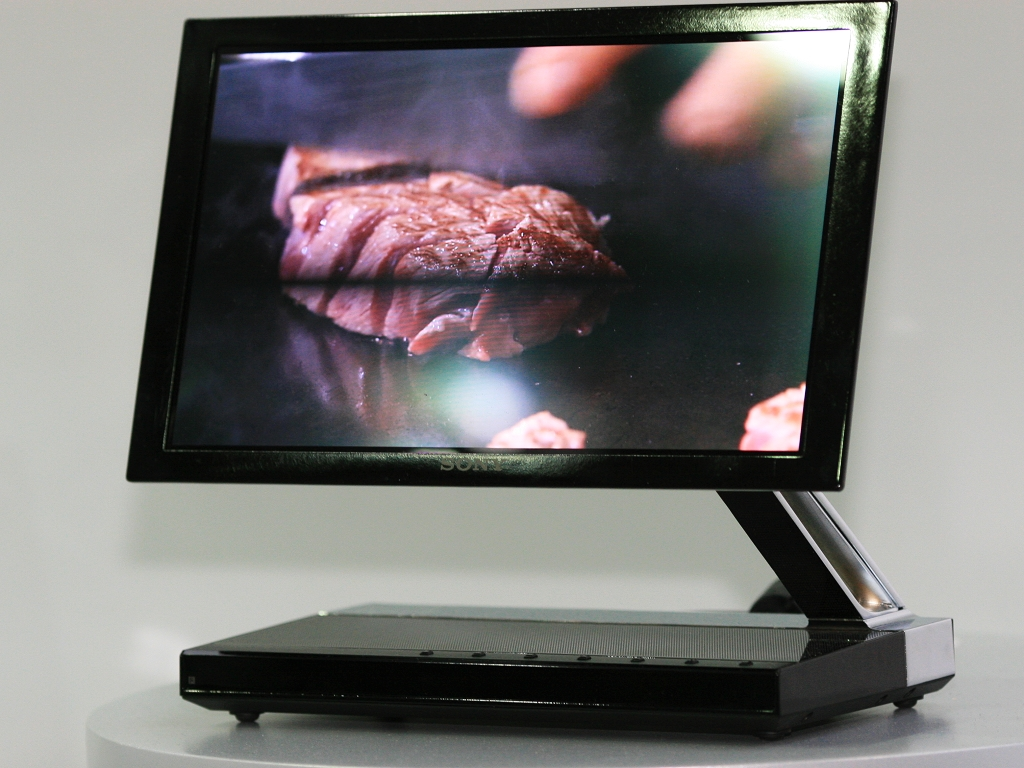
Hình ảnh chiếc Sony XEL-1 (mặt trước)

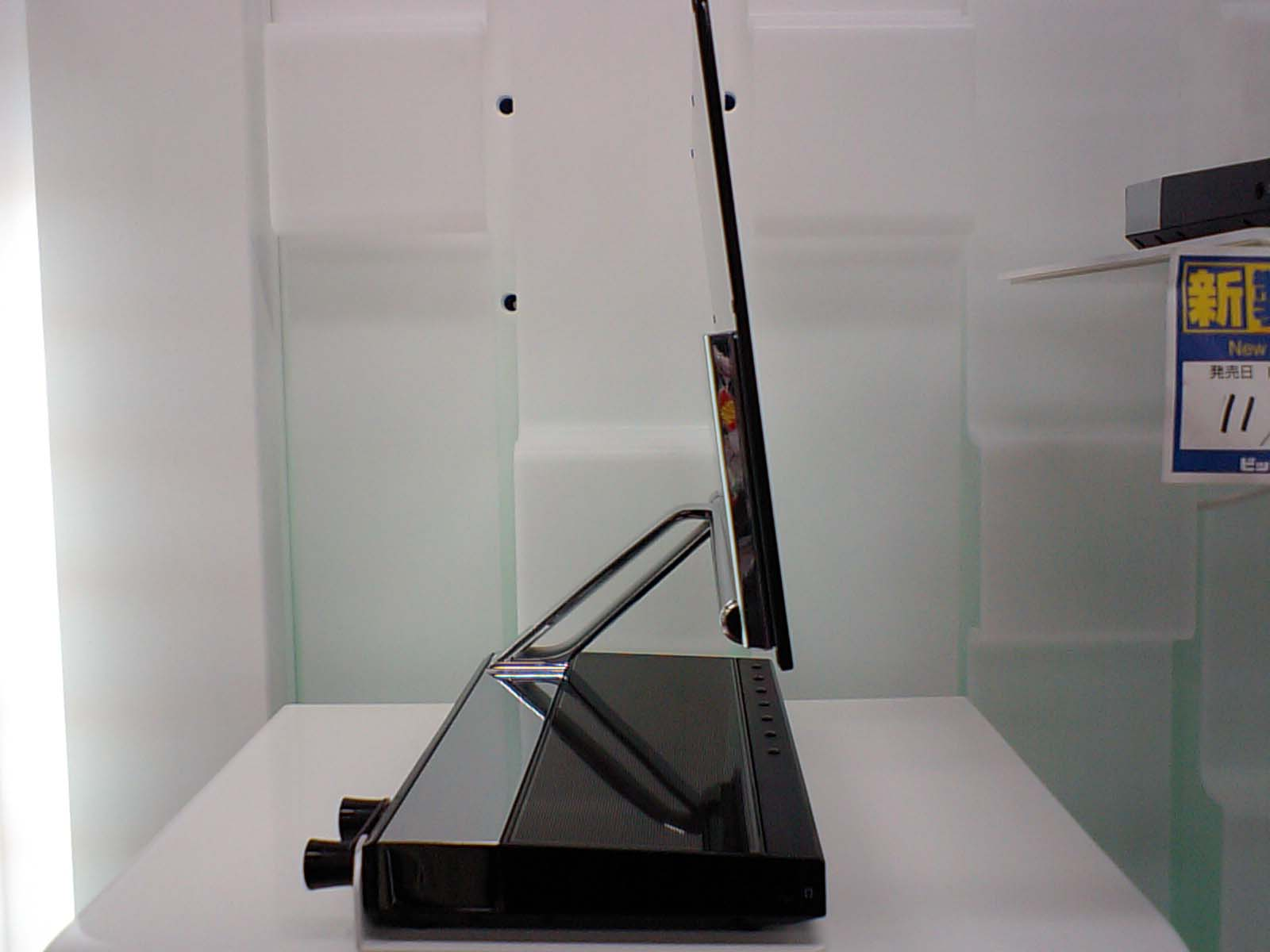
Hình ảnh chiếc Sony XEL-1 (mặt bên)

XEL-1 (tên đầy đủ là Sony XEL-1) là sản phẩm tivi màn hình OLED đầu tiên trên thế giới, do Sony thiết kế năm 2007 và được sản xuất để bán ra thị trường ngay trong năm sau. Nó cũng là chiếc tivi mỏng nhất thế giới trong thời gian nó được sản xuất, độ dày chỉ có 3 mm. TV có kích thước màn hình 11 inch với độ phân giải tự nhiên 960×540.

## Thông số kỹ thuật

### Tổng quát
- Tỉ lệ khung hình: 16:9[1]
- Kích cỡ màn hình: 11 inch đường chéo đo được[1]
- Dòng tivi: Màn hình phẳng OLED[1]
- Màu sắc: Đen[1]
- SAP tự động[1]
- Phụ đề (CC): Có[1]
- Phát hiện ID-1:
- Giao diện Xross Media Bar
- Kênh ưa thích
- Trọng lượng: 11 pound (5,0 kg)[1]

### Hình ảnh
- Tỷ lệ tương phản: 1.000.000:1[2]
- Độ phân giải tự nhiên: 960 x 540[1]
- Tùy chỉnh hình ảnh: Mode, Reset, Picture, Brightness (Tươi sáng), Color, Hue, Color Temperature (Nhiệt độ màu), Sharpness (Độ sắc nét), giảm nhiễu hình ảnh và giảm nhiễu MPEG[3][4]
- Cài đặt nâng cao: Black Corrector, Hiệu chỉnh Gamma, Clear White, Không gian Màu và Live Color (Màu sắc trực tiếp)[3][4]
- Bộ chỉnh (Tuner): NTSC, Truyền hình cáp (CATV), ATSC  Clear QAM1[1]
- Công nghệ hiển thị: OLED[1]
- Tín hiệu hình ảnh video được chấp nhận: 480i, 480p, 720p, 1080i/60 và 1080p/60[1]
- Công nghệ cuộn xuống 3:2 đảo ngược CineMotion: Tự động[3]
- Bộ lọc lược: Kỹ thuật số 3D[1]
- Chế độ hình ảnh: Vivid (Sống động), Standard (Tiêu chuẩn) và Custom (Tùy chỉnh)[4]
- Chế độ Mở rộng hình ảnh: Wide Zoom, Normal, Full và Zoom[1]
- Cảm biến ánh sáng (Photodetector)
- Giảm nhiễu hình ảnh

### Âm thanh
- Công suất đầu ra: 2W[1] (2 x 1W[4])
- Hiệu ứng âm thanh: S-Force Front Surround[1]
- Bộ khuếch đại Class D
- Âm thanh đều đặn
- Bộ tăng cường âm
- Công nghệ Dolby Digital: AC3 dành cho ATSC
- Bộ giải mã âm thanh stereo MTS[1]
- Đồng bộ A/V (Âm thanh/Hình ảnh)
- Chế độ âm thanh: Dynamic (Sống động), Standard (Tiêu chuẩn) và Custom (Tùy chỉnh)

### Đầu vào và đầu ra
- Cổng vào đầu nối RF: 1 (rear/ở phía sau)[1]
- Khe bộ nhớ Memory Stick: Memory Stick PRO[1] (không khả dụng cho mẫu bán tại Vương quốc Anh[4])
- Đầu ra âm thanh kỹ thuật số (optical)[1]
- Đầu ra/Giắc cắm tai nghe: 1 (side)[1]
- Đầu vào kết nối HDMI: 2 (rear),[1] hỗ trợ 1080p/60, có khả năng CEC
- Giắc cắm ethernet (chỉ dành cho mẫu bán tại Nhật)[4]

## Đón nhận
Chiếc XEL-1 đã nhận được đánh giá tích cực từ CNET, tuy nhiên nó cũng nhận về những đánh giá hỗn hợp cả tốt và xấu từ những khách hàng đã mua sản phẩm.